# District de Gmünd
Le district de Gmünd est une subdivision territoriale du Land de Basse-Autriche, en Autriche. Son chef-lieu est Gmünd.

## Géographie

### Lieux administratifs voisins
|  |  |  |
|  |  |  |
|  |  |  |

## Communes
Le district de Gmünd est subdivisé en 21 communes :
- Amaliendorf-Aalfang
- Bad Großpertholz
- Brand-Nagelberg
- Eggern
- Eisgarn
- Gmünd
- Großdietmanns
- Großschönau
- Haugschlag
- Heidenreichstein
- Hirschbach
- Hoheneich
- Kirchberg am Walde
- Litschau
- Moorbad Harbach
- Reingers
- Schrems
- Sankt Martin
- Unserfrau-Altweitra
- Waldenstein
- Weitra